# إحسان خان
إحسان خان (27 ديسمبر 1984 - ) هو لاعب كريكت صيني. شارك مع منتخب هونغ كونغ للكريكت.

## وصلات خارجية
- إحسان خان على موقع إي آس بي آن كريك إنفو (الإنجليزية)